# Hypochaeris oligocephala
Hypochaeris oligocephala là một loài thực vật có hoa trong họ Cúc. Loài này được (Svent. & Bramwell) Lack mô tả khoa học đầu tiên năm 1978.